# Gandharvák (zenekar)
A Gandharvák az uplifting classical képviselője, megteremtője. Névadói azok a mitológiai zenészek, akik ünnepekkor játszottak az embereknek.

## Történet
A stílus 2005 óta érik. 2011-ben lépett nyilvánosság elé a zenekar 19 tagú formációja, 2015-ben pedig napjainkban is koncertező 10 fős együttese.

### Műfaj és stílus
Az uplifting classical: hídzene. E modern ritmusalappal kísért, sokszínű zenei stílusban egyszerre van jelen a könnyedség és az erő. Benne a különböző karakterű zenék és hangszerek egyedi és harmonikus egységet képeznek. Az uplifting classicalt virtuozitás, dallamosság, lüktető ritmika és felemelő élmény jellemzi, megérintő szólókkal, elgondolkodtató hangulatokkal és dinamikus dobpárbajokkal.

### Zenei hatások és előzmények
A zenekar célja kiegyensúlyozott, hagyományokat tisztelő, korok és stílusok felett átívelő hídzene megszólaltatása. Ehhez a zenék közös vonását, a felemelő élményt helyezik középpontba. Zenéjük szinergikus egységet képező crossover-, világ-, és régizenei elemek, valamint a szimfonikus hangszerek és különböző ritmusok speciális arányának eredménye. Repertoárjukon saját szerzeményeik, magyar, ír, délszláv, balkáni és spanyol ihletésű zenék, régizenei, távol-keleti és uplifitng trance hatások egyaránt jelen vannak.

## Tagok

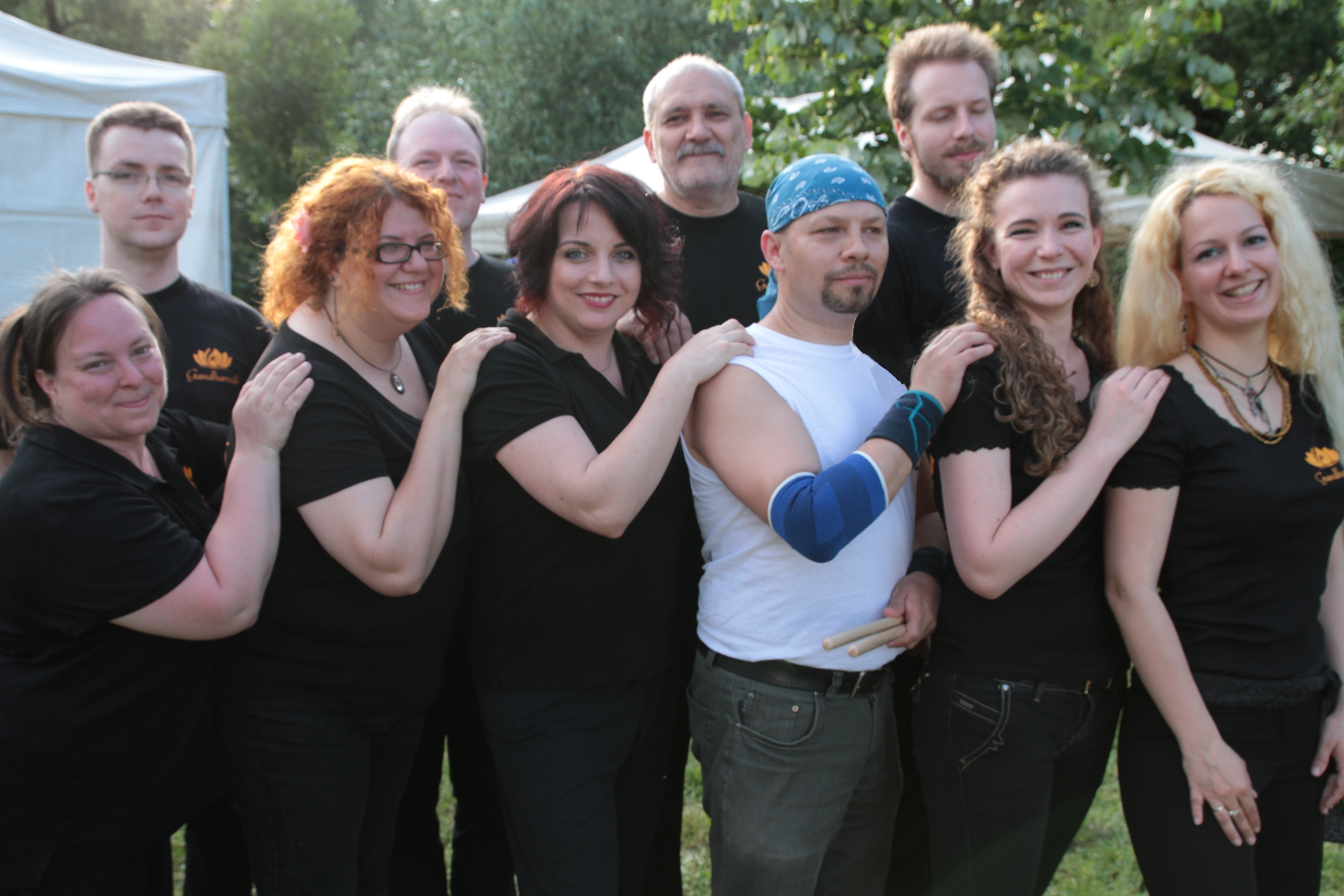
2016-ban

A Gandharvák tagjai klasszikus, népi, könnyű és jazz stílusok gyakorlatával rendelkező előadók. Legtöbbjük zenetanárként is tevékenykedik.
- Fazekas András a Drumkiller dobiskola és dobcentrum alapítója
- Orczi Géza
- Nagy Olívia
- Süveges-Szöllősi Melinda
- Farkas Anna
- Sántik Zsuzsanna
- Novák Anikó
- Hoffmann András
- Takáts Róbert
- György Attila

## Albumok
- Uplifting Classical 1. 2012
- Uplifting Classical 2. 2014
- Varázs 2016

## Társadalmi felelősség
A Gandharvák zenészei számos tevékenységet folytatnak a társadalmi felelősség szellemében; elsősorban a közönségnevelés, a tehetséggondozás, az egészségnevelés és a rekreáció területein. Mindezt koncertek, szakmai előadások, sorozatok és több célt egyesítő projektek, rendezvények révén valósítják meg.

## Koncertek
A zenekar saját kompozíciói mellett feldolgozásokat is játszik. Vegyes és tematikus koncertek, workshopok, táncházi zene és egyedi programok egyaránt szerepelnek repertoárjukon.